# Château de Vallin
Le château de Vallin est une ancienne maison forte du XIVe siècle qui se dresse sur la commune de Saint-Victor-de-Cessieu dans le département de l'Isère et la région Auvergne-Rhône-Alpes. 
Propriété privée, le parc et l'édifice sont ouverts aux visites, les horaires d'ouverture et le prix d'entrée étant fixés par le propriétaire.
Le site est labellisé Patrimoine en Isère.

## Situation et accès
Le château est situé à Saint-Victor-de-Cessieu, commune de l'arrondissement de La Tour-du-Pin, dans la partie septentrionale du département français de l'Isère.
Selon les références toponymiques fournies par le site Géoportail de l'Institut géographique national, le site est accessible en voiture depuis le bourg de Saint-Victor par le chemin du hameau du Triève, puis le chemin de Vallin. Le château se positionne en plaine campagne entre le hameau du Chataignier, l'étang Rompu, l'étang de Vallin, à proximité immédiate de la forêt de Vallin.

## Histoire
Les nobles de Vallin sont cités depuis 1187. En 1328, Girard de Vallin reconnaît tenir en fief du dauphin, seigneurs du Dauphiné de Viennois, ses terres du Chataignier, bien que la maison forte ne soit jamais citée.
Cette famille reste la propriétaire du domaine jusqu'à la Révolution Française, période durant laquelle le château est pillé durant les troubles de la Grande Peur, puis, quelque temps après ces troubles, remis partiellement en état par Laurent de Vallin[réf. souhaitée].

## Description

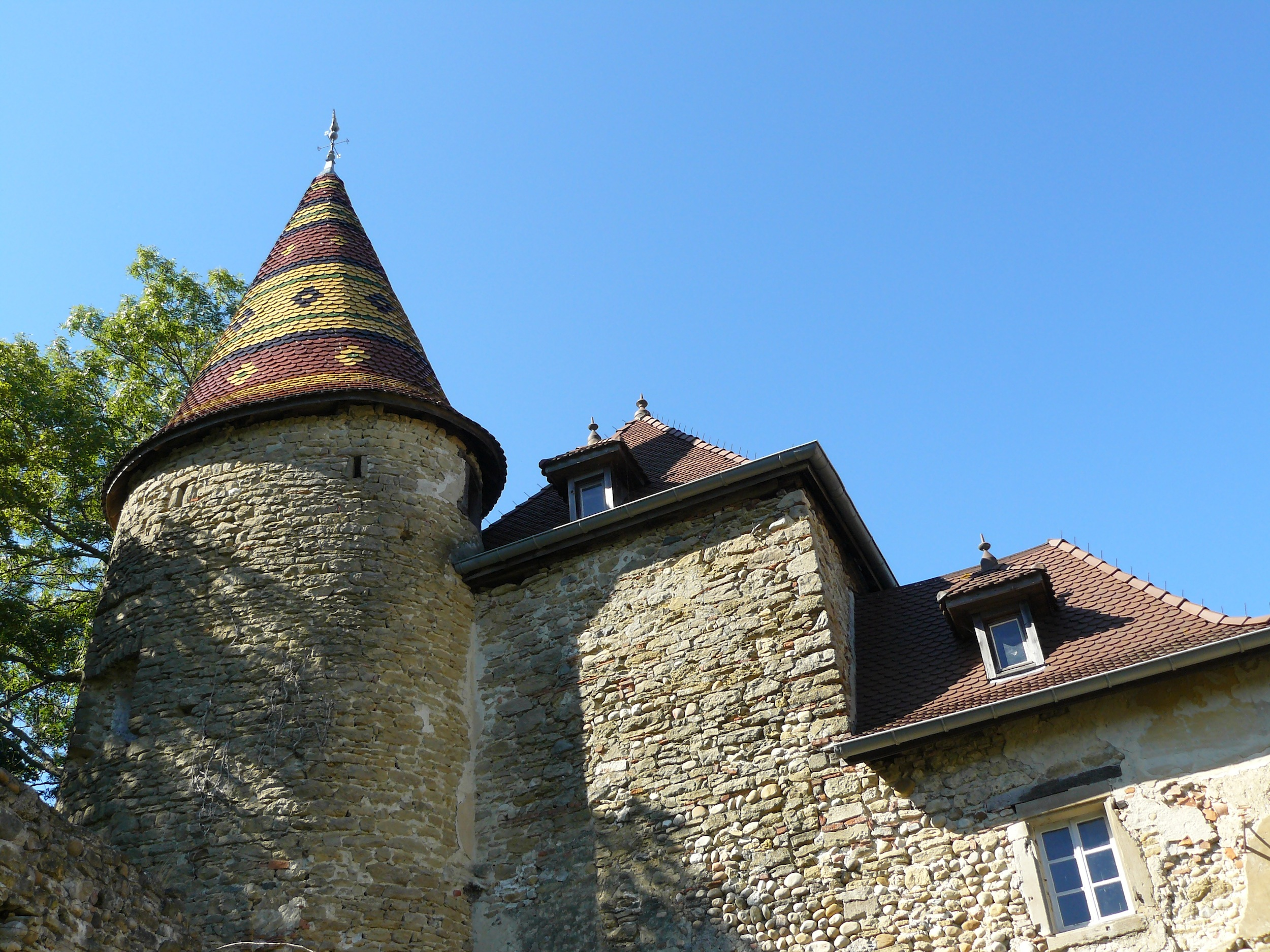
Tour dauphinoise du château de Vallin

### Aspect extérieur
À l'origine, il s'agit d'une maison forte érigée par la famille de Vallin au XIVe siècle.

## Restauration
Selon le site Isère-Tourisme, le Château de Vallin fait l'objet d'une importante campagne de restauration depuis quelques années entraînant l'attribution des labels « Patrimoine Historique » et « Patrimoine en Isère », ainsi que des prix nationaux VMF (vieilles maisons françaises)-Jeunes en 2000 et VMF-Barclays Bank en 2011.